# Fabbtjärnen
Fabbtjärnen är en sjö i Älvdalens kommun i Dalarna och ingår i Dalälvens huvudavrinningsområde. Sjön har en area på 0,0639 kvadratkilometer och ligger 452,6 meter över havet.

## Delavrinningsområde
Fabbtjärnen ingår i det delavrinningsområde (680075-137908) som SMHI kallar för Ovan 680000-138076. Medelhöjden är 456 meter över havet och ytan är 6,2 kvadratkilometer. Det finns inga avrinningsområden uppströms utan avrinningsområdet är högsta punkten. Ugan som avvattnar avrinningsområdet har biflödesordning 2, vilket innebär att vattnet flödar genom totalt 2 vattendrag innan det når havet efter 394 kilometer. Avrinningsområdet består mestadels av skog (61 procent) och sankmarker (27 procent). Avrinningsområdet har 0,23 kvadratkilometer vattenytor vilket ger det en sjöprocent på 3,6 procent.